# Mediabase
Mediabase é uma divisão da Premiere Radio Networks, localizada em Sherman Oaks, Califórnia. Mediabase é um site da indústria fonográfica contendo em profundidade charts e análises baseados no acompanhamento de 1836 estações de rádio nos Estados Unidos e Canadá, em 175 mercados de rádio. O Mediabase contém um chart em tempo real com 25 formatos, baseado nas execuções nas estações de rádio. Além disso, os seus serviços tem dezenas de ferramentas analíticas. O Mediabase também é proprietário e opera o site ratethemusic.com, um serviço que permite aos consumidores disponibilizarem música para o rádio e as gravadoras.
As estações de rádio assinam o serviço de monitoração do Mediabase, através da rede de afiliações. A rede da Mediabase é constituída por mais de 1800 estações de rádio afiliadas. Além disso, as gravadoras e os executivos do entretenimento definem uma base de caixa.
Os charts do Mediabase são utilizados como fonte para os seguintes programas de rádio: American Top 40 com Ryan Seacrest, American Top 20 (e Top 10) com Casey Kasem, The Jeff Worthy Countdown, Crook & Chase Country Countdown, Ben and Brian's Big Top 20 Countdown, Live In The Den com Big Tigger, Bob Kingsley's Country Top 40, e Country Countdown USA com Lon Helton. É o principal instrumento para os programas nacionalmente padronizados como Open House Party, After Midnite com Blair Garner, e Delilah.

## História
O Mediabase foi fundado em 1985 por Nancy e Rich Deitemeyer (aliás, Rich Meyer). Originalmente conhecido como Mediascan, a empresa mudou seu nome para Mediabase em 1987. O Mediabase se tornou a primeira empresa de monitoramento da audiência em massa no final de 1987. Em janeiro de 1988, o Mediabase começou a publicar uma revista comercial conhecida como Monday Morning Replay, com o monitoramento da audiência em 35 mercados. Em 1992, o Mediabase mudou para um método de entrega por disco de dados, então ele poderia fornecer dados mais profundos aos seus clientes. Em 1997, o Mediabase moveu seu produto para a internet, e introduziu o Mediabase 24/7. Ao longo dos anos, o Mediabase forneceu seus dados para inúmeras publicações comerciais, tais como Radio & Records, Network Magazine Group, Gavin, Hits, e aparece toda terça-feira no USA Today.
Os seguintes formatos são monitorados pelo Mediabase:

### Rádios Americanas
- Mainstream AC
- Hot AC
- Rhythmic AC
- Adult Hits
- CHR/Pop
- CHR/Rhythmic
- Dance (Featured in FMQB only; Stations that are part of this panel also report to CHR/Rhythmic)
- Urban
- Urban AC
- Country
- Alternative
- Active Rock
- Mainstream Rock
- Classic Rock
- AAA
- Smooth Jazz
- Christian AC
- Gospel
- Regional Mexican
- Spanish Contemporary
- Tropical Latin